# شيوجيري (ناغانو)
مدينة شيوجيري (باليابانية:塩尻市) هي أحد المدن التابعة لمحافظة ناغانو. تأسست رسميًا في 01/04/1959. ويقدر عدد سكانها بـ 67781 نسمة حسب تقدير مكتب الإحصاء الياباني لعام 2012. تبلغ مساحة شيوجيري 290.13 كم2. بكثافة سكانية تبلغ 234 نسمة/كم2.

## توأمة
لشيوجيري (ناغانو) اتفاقيات توأمة مع كل من:
- ميشاواكا
- إتويغاوا
- ميناميزو [الإنجليزية]‏
- فوكوري
- Narakawa, Nagano [الإنجليزية]‏

## أعلام
- ميكا أوزاوا